# گلزار، کویته
گلزار (به انگلیسی: Gulzar) یک منطقهٔ مسکونی در پاکستان است. گلزار ۱٬۶۵۳ متر بالاتر از سطح دریا واقع شده‌است.